# Herb gminy Mietków
Herb gminy Mietków – jeden z symboli gminy Mietków.

## Wygląd i symbolika
Herb przedstawia na tarczy dzielonej w słup w zielonym polu lewym trzy złote kłosy zboża (nawiązanie do rolniczego charakteru gminy), w polu prawym na złotym tle pół orła dolnośląskiego, natomiast w centralnej części na błękitnej tarczy trzy srebrne ryby (sandacze) w pas. 